# Mirošov (ort i Tjeckien, Vysočina, lat 49,47, long 16,16)
Mirošov är en ort i Tjeckien.   Den ligger i regionen Vysočina, i den centrala delen av landet, 140 km sydost om huvudstaden Prag. Mirošov ligger 498 meter över havet och antalet invånare är 131.
Terrängen runt Mirošov är huvudsakligen platt. Mirošov ligger nere i en dal. Runt Mirošov är det glesbefolkat, med 20 invånare per kvadratkilometer. Närmaste större samhälle är Žďár nad Sázavou, 19,0 km nordväst om Mirošov. Trakten runt Mirošov består till största delen av jordbruksmark.